# Encaustes
Encaustes é um género de coleópteros da família Erotylidae.